# Mercy-le-Bas
 Mercy-le-Bas  là một xã của tỉnh Meurthe-et-Moselle, thuộc vùng Grand Est, đông bắc nước nước Pháp. Xã này nằm ở khu vực có độ cao trung bình 293 mét trên mực nước biển.